# Geodena cynocephala
Geodena cynocephala är en fjärilsart som beskrevs av Holland 1893. Geodena cynocephala ingår i släktet Geodena och familjen mätare. Inga underarter finns listade i Catalogue of Life.